# 巽他銀魚
巽他銀魚為輻鰭魚綱鲱形目鲱科的其中一種，分布於亞洲湄公河流域，體長可達2.3公分，棲息在溪流底層水域，生活習性不明。

## 擴展閱讀
維基物種上的相關：巽他銀魚